# ハッサン・ダヒール・アウェイス
ハッサン・ダヒール・アウェイス（英語: Hassan Dahir Aweys、アラビア語: حسن طاهر أويس、ソマリ語: Xasan Daahir Aweys、1935年 - ）はソマリアで活動していた元過激派。
イスラム過激団体イスラム法廷会議の指導者の一人だったが、イスラム法廷会議の衰退と共に力を失う。その後、別のイスラム過激団体ヒズブル・イスラムを共同で設立するが、さらに過激な別の団体アル・シャバブの活躍で十分な影響力を発揮することができず、2013年にソマリアの別の有力団体との交渉に失敗して逮捕される。現在はソマリア政府に軟禁されている。

## 初期の経歴
アウェイスは1935年、イタリア領ソマリランドの主要都市のひとつ、ドゥサマレブで生まれた。出身氏族はこの地域に多いハウィエで、そのハバーギディル支族だった。
1969年、モハメド・シアド・バーレはソマリアの政権をクーデターで奪って第3代大統領となった。バーレは周辺国のソマリ族居住地域もソマリアの領土であるとする大ソマリア主義を表明し、その一環として1977年、隣国エチオピアのソマリ族居住地域に攻め込むいわゆるオガデン戦争を開始した。アウェイスは大佐として従軍し、叙勲されている。
オガデン戦争は失敗し、以降、バーレ大統領は独裁主義色を強め、それに反発する諸氏族がそれぞれ軍閥を作ってソマリア内戦へと突入する。アウェイスは他のサラフィー主義者と共にアラブ湾岸諸国に逃亡。

## 強硬派としての活動を開始
アウェイスは内戦が本格化した直後の1991年に帰国。ソマリア北岸の町ボサソでマドラサ（イスラム教学校）などを開くが、思想が過激だとして地元のスーフィー主義者から反発を受け、ソマリランド東部に移動。そこでも反発を受け、エチオピアのソマリ族居住地区オガデンを経由して、ソマリア南西の町ルークを拠点に活動した。
アウェイスは1993年、ハッサン・トゥルキー、アデン・ハシ・ファラーらと共に、イスラム過激組織アル・イッティハード・アル・イスラミア（AIAI）を設立。この設立にはアルカーイダも協力していたとみられる。なお、ソマリアの軍閥は一般に同一氏族で結成されることが多いが、AIAIは、ハウィエ、ダロッドという異なる氏族の混成である。AIAIは後に暫定大統領を務めたアブドゥラヒ・ユスフを拘束したこともある。AIAIは2001年9月11日に発生したアメリカ同時多発テロ事件の直後、アメリカ合衆国政府からテロリスト集団の指定を受けた。

## 有力軍閥の主要メンバーになる
その後、AIAIは衰退。アウェイスは、シェイク・シャリフ・シェイク・アフマドが率いる別のイスラム過激組織イスラム法廷会議（ICU）に加入。6月25日にはICUの評議会90名のメンバーに選ばれた。アウェイスはICU参加当初から、強硬派の代表格となった。
イスラム法廷会議はアウェイスが加入する少し前から急速に力を付け、6月5日にソマリアの首都モガディシュを占領、9月にはソマリア南部の主要都市キスマヨも占領、11月にはソマリア暫定連邦政府が支配する一部地域を除き、ソマリア南部をあらかた占領した。11月17日、アウェイスはマスコミに対し、大ソマリア主義の復興を宣言している。
ところが12月下旬、隣国エチオピアがソマリア暫定連邦政府に協力してイスラム法廷会議支配地域に進攻し、数日の間にソマリア南部の大半を占拠した。イスラム法廷会議は事実上壊滅し、アウェイスは当初はエチオピアに対するジハードを宣言するが、結局は12月27日、後のアル・シャバブのメンバーと共に首都モガディシュから脱出。

## ソマリア国外での活動
2007年9月、イスラム法廷会議の旧メンバーの一部がソマリア国外でソマリア再解放連盟（ALS）を結成。その代表は穏健派のシェイク・シャリフ・シェイク・アフマドが務めた。アウェイスも参加するが、主要なポストは与えられなかった。シェイク・シャリフ・シェイク・アフマドら穏健派はジブチ派、アウェイスら強硬派はエリトリア派と呼ばれた。
それでもアウェイスはソマリア再解放連盟の中で政治力を発揮する。2008年6月には、国連などが仲介した3ヶ月の休戦調停を拒絶。結局はこの強硬路線が支持を得て、シェイク・シャリフ・シェイク・アフマドは7月に代表を解任され、アウェイスが代表となる。

## ソマリアへの帰還
2009年1月、ソマリア再解放連盟穏健派のシェイク・シャリフ・シェイク・アフマドがソマリア暫定連邦政府の大統領に選出される。穏健派に反発するアウェイスら一派は2月、ソマリア再解放連盟を離脱してヒズブル・イスラムを結成。アウェイスは4月にソマリアに帰還。ソマリアにはソマリア暫定連邦政府に味方する新たな軍閥アル・スンナ・ワル・ジャマーが出現する。アル・スンナ・ワル・ジャマーは6月にアウェイスの殺害を公表するが、これは誤報だった。
ソマリアのイスラム過激派若手の多くはヒズブル・イスラムに参加せず、別の過激派団体アル・シャバブに参加する。アウェイスはアル・シャバブの精神的指導者と目されており、当初こそアル・シャバブとヒズブル・イスラムとは協力関係にあったが、2009年9月のアル・シャバブによるラジオ局焼き討ち事件をきっかけに対立が深まる。ヒズブル・イスラムは2010年2月に一派がアル・シャバブに鞍替えして弱体化。12月に事実上アル・シャバブの傘下に入る。
2011年8月、ソマリアのアフリカ連合派遣部隊が反撃に出て、アル・シャバブはソマリアの首都モガディシュから撤退。10月にはケニア軍のアル・シャバブ支配地域侵攻が開始され、アル・シャバブは衰退期に入る。アル・シャバブが支配地域最後の大都市キスマヨを放棄する直前、アウェイス率いるヒズブル・イスラムはアル・シャバブからの離脱を宣言。

## 逮捕
2013年5月17日、アウェイスはマスコミに対し、アル・シャバブへの批判を発表。この頃からアウェイスとアル・シャバブの対立が再び表面化する。アウェイスは2013年6月中旬、アル・シャバブ支配地域を離れ、出身氏族ハバーギディルが多く住むソマリア中部の町アダドを訪問。当時すでに、アダドに住む一族はソマリア政府支持派となっていた。6月29日、アウェイスは身柄をソマリアの首都モガディシュに移される。30日、アウェイスは武装警備員の監視下に置かれた。それに対してハバーギディルの長老が会見し「政府はアウェイスに恩赦を与えると約束していたが、それを破った」と表明。
結局、ソマリア政府はアウェイスを罰することなく、亡命者としてソマリア政府に軟禁される。軟禁中の2014年5月時点には「現在のソマリアはマジェルテーン支族、イサック支族、ラハンウェイン支族、オガデン支族、イサック支族などが自治州を作って連邦政府と称しているが、皆エチオピア政府の事実上の傀儡政権である」との持論を発表している。2014年10月にはソマリアの首都モガディシュのホテルに滞在していることが確認されている。